# Зала на столетието
Залата на столетието във Вроцлав (в миналото Бреслау) в Полша, (на немски: Voltshalle и на полски: Hala Stulecia) е зала за масови обществени мероприятия, изработена от стаманобетон и изградена между 1911 и 1913 г. в град Бреслау по проект на архитекта Макс Берг (Max Berg). Заедно с изградената през 1948 г. пред главния вход на залата скулптура „Иглика“, една скулптура под формата на игла с височина 100 м. залата се явява символ на град Вроцлав.
От 2006 г. залата е включена в Списъка на световното културно и природно наследство на ЮНЕСКО в Европа. Използва се за изложби, спортни и културни мероприятия. Има около 6000 места, като при допускане на правостоящи, капацитетът става 20,000 места.

## История на строителството
Във връзка със стогодишнината от „Битката на народите“ (1813 г) през 1907 г. се приема решение да се построи залата. Прието е предложението на архитекта на Бреслау Макс Берг, подпомаган от инженерите Гюнтер Трауер и Хайнрих Мюлер-Бреслау. След построяването му куполът със своята широчина от 65 м. и височина 42 м. представлява най-голямата подобна стоманобетонна конструкция по това време в Германия и в света. Поради използваните новаторски за времето си техники на строителство, залата е построена само за 15 месеца и е открита на 20 май 1913 г.

## Конструкция на залата
Сградата на Залата на столетието е стоманобетонна (с едно изключение) и се отличава с купол, който в момента на построяването си е бил най-големият купол в света. В корпуса на сградата могат да се разграничат няколко основни елемента на конструкцията:
- фенер: това е най-високо разположеният елемент, увенчаващ купола; външният му диаметър е 17,4 м, а височината е 5,75 м, разположен е на 36 м над пода,
- оребрен купол: широк е 65 м, с височина 23 м; се състои от 32 дъгообразни ребра, увенчани с стягащ пръстен в горната част и основен разтягащ пръстен в долната част, този елемент от конструкцията е изключение, тъй като е направен като композитна конструкция, състояща се от стоманени компоненти (ферми), вградени в бетон, тя лежи върху лагери (разположени под ребрата),
- основа на купола: представлява стена с форма на цилиндър (5 м дебелина в основата до 2 м в горната част на нивото, на което опират лагерите), в която са изработени четири отвора с форма на аркада (41 м широки в основата и 16,7 м високи), допълнително, за да се елиминира усукването на аркадите под влияние на предаваните от лагерите сили, всяка аркада се поддържа от шест апсиди, които разширяват залата до ширина от 95 м,
- фундаментни блокове,
- фоайета: главен вход и три странични входа, четири овални зали.

## Възможности за разглеждане на залата
До залата може да се стигне с трамваи с номера 1, 2, 4, 10, 16, с градски автобуси 145, 146, както и с нощните автобуси 253, 255.
Залата може да бъде посетена и разгледана отвътре от четвъртък до неделя от 10 до 18 часа (от април до октомври) през Visitor Centre (вход D3). Цената на билета включва разглеждане на вътрешността на залата, вход за мултимедиалната изложба, посветена на историята на Залата и на нейното създаване. Поради провеждащите се в Залата събития, е възможно в някои дни посещенията да бъдат отменени или ограничени.

## Органът
По време на своето създаване органът е бил най-големият музикален инструмент в света. Той има 200 регистъра, разпределени в 5 мануала и педал. През 1937 г. органът е разширен до 222 регистъра. В това състояние той продължава да съществува до 1945 г. "По време на войната на Залата не са нанесени почти никакви щети (счупени са единствено стъкла на прозорците), така че може да се предположи, че и органът е запазен непокътнат. След войната обаче, поради значителните размери на сградата, всякакви дейности по нейното опазване, обновяване и реконструиране са оставени на заден план. Вратите на сградата остават отворени и всеки, който пожелае, можеше да влезе. Именно тогава на органа са нанесени най-големи поражения.
В периода 1950 – 1952 г. фирма Бернацки инсталира органа в катедралата във Вроцлав, заменяйки изчезналите тръби с такива от инструмент на Зауер (Sauer). Органът свири в катедралата за първи път през 1955 г.